# Bì Báo Tử
Bì Báo Tử (chữ Hán: 皮豹子, ? – 464), người quận Ngư Dương , tướng lãnh nhà Bắc Ngụy, có công bình định Cừu Trì.

## ThờiThái Vũ đế
Báo Tử từ nhỏ đã có tài vũ dũng và thao lược. Giữa những năm Thái Thường (416 – 423), được làm Trung tán, dần thăng đến Nội thị tả hữu. Thái Vũ đế lên ngôi, được làm Tán kỵ thường thị, ban tước Tân An hầu, gia Quan quân tướng quân. Lại được bái làm Tuyển bộ thượng thư, còn lại như cũ. Ra nhận chức Sứ trì tiết, Thị trung, Đô đốc Tần, Ung, Kinh, Lương 4 châu chư quân sự, An tây tướng quân, Khai phủ Nghi đồng tam tư, tiến tước Hoài Dương công, trấn thủ Trường An. Rồi được gia Chinh tây tướng quân. Về sau bị kết tội trộm quan tài, đày đi Thống Vạn.
Năm Chân Quân thứ 3 (442), tướng Lưu Tống là bọn Bùi Phương Minh đánh bại Nam Tần vương Dương Nan Đương , chiếm lấy Cừu Trì. Thái Vũ đế triệu Báo Tử, khôi phục tước vị của ông. Rồi được bái làm Sứ trì tiết, Cừu Trì trấn tướng, Đốc Quan Trung chư quân, cùng bọn Kiến Hưng công Thổ Hề Bật chia 10 đạo cùng tiến. Tháng giêng ÂL năm thứ 4 (443), Báo Tử tiến đánh Nhạc Hương, đại phá quân Tống, bắt tướng địch là bọn Vương Hoán Chi, Vương Trường Khanh 6 người, chém hơn 2000 thủ cấp, bắt sống 1000 người. Báo Tử tiến quân đến Hạ Biện, tướng Tống là Cường Huyền Minh, Tân Bá Phấn bỏ thành chạy trốn, đuổi theo chém chết, bắt hết binh sĩ của họ. Tướng Tống nhận lệnh trấn thủ Cừu Trì là Tần Châu thứ sử Hồ Sùng Chi tiến quân đến Hán Trung, nghe tin quân Ngụy tây tiến thì dừng lại, Bùi Phương Minh chia thêm quân, thúc giục ông ta lên đường. Báo Tử và Tư Mã Sở Chi đến Trọc Thủy, đánh bắt Sùng Chi, cầm tù hết quân Tống. Quân Ngụy tiến đến Cao Bình, tướng Tống là Khương Đạo Tổ đầu hàng, bình định xong Cừu Trì.
Chưa được bao lâu, Dương Văn Đức lãnh đạo người Đê nổi dậy, vây Cừu Trì . Thổ Hề Bật soái các cánh quân đi dẹp. Khi Báo Tử đến Hạ Biện, nghe tin thành được giải vây, muốn quay về. Bật sai sứ đề nghị Báo Tử đừng về vì quân Tống ắt trở lại, ông cho là phải. Rồi được nhận chức đô đốc Tần, Ung, Kinh, Lương, Ích 5 châu chư quân sự, tiến hiệu Chinh tây đại tướng quân, Khai phủ, Cừu Trì trấn tướng, Trì tiết, công tước như cũ. Tháng 11 ÂL, Dương Văn Đức, Khương Đạo Thịnh soái 2 vạn quân Tống xâm phạm Trọc Thủy , riêng sai Dương Hiển Bá giữ Phủ Sơn chống lại Báo Tử. Quân Ngụy ở Trọc Thủy bắn chết Đạo Thịnh, Báo Tử đến Phủ Sơn, chém Hiển Bá, bắt hết quân Tống. Báo Tử lại cùng Hà Gian công Thác Bạt Tề hội sư ở Trọc Thủy, quân Tống sợ hãi, bỏ binh giáp chạy trốn trong đêm. Văn Đức được cấp 2000 quân Tống để giữ thành Gia Lô, cậy hiểm yếu chống lại quân Ngụy. Báo Tử nhận chiếu soái các cánh quân đi dẹp, tướng của Văn Đức là Dương Cao đầu hàng, dẫn lối giúp quân Ngụy đánh thành. Văn Đức bỏ thành chạy trốn, Báo Tử thu lấy liêu thuộc, vợ con, quân tư của ông ta, gồm cả công chúa – vợ của Dương Bảo Tông – về kinh sư . Tướng Tống là Bạch Thủy thái thú Quách Khải Huyền đưa quân đến cứu Văn Đức, Báo Tử chia quân đánh trả, đại phá quân địch, Khải Huyền, Văn Đức chạy về Hán Trung.

## ThờiVăn Thành đế
Tháng giêng ÂL năm Hưng An thứ 2 (453), tướng Tống là bọn Tiêu Đạo Thành, Vương Cầu, Mã Quang vào Hán Trung, riêng sai bọn Dương Văn Đức, Dương Đầu soái quân người Đê vây Vũ Đô. Quân Ngụy trong thành kháng cự, giết hơn 200 quân người Đê. Báo Tử chia binh tướng đi cứu, đến Nữ Lỗi, nghe tin quân Tống dừng lại, bèn sai người về Kỳ Sơn lấy ngựa, muốn tăng viện cho Vũ Đô. Văn Đức cho rằng Báo Tử sắp chẹn đường vận lương, bèn lui quân về Phúc Tân, cậy hiểm cố thủ. Nhà Lưu Tống gởi thêm binh tướng tăng viện, lệnh cho Tấn Thọ, Bạch Thủy vận lương đến Phúc Tân; Hán Xuyên, Vũ Hưng chuyển gạo đến Cam Tuyền, đều đặt kho chứa. Báo Tử dâng biểu xin tăng viện, có chiếu sai Cao Bình trấn tướng Cẩu Mạc soái 2000 kỵ binh đến giúp, bọn Đạo Thành bèn lui. Báo Tử được triệu về làm thượng thư, rồi ra làm Nội đô đại quan.
Tướng Tống là Ân Hiếu Tổ sửa thành Lưỡng Đương ở phía đông Thanh Châu, uy hiếp biên giới phía nam. Thiên Thủy công Phong Sắc Văn đánh không nổi, có chiếu cho Báo Tử cùng bọn Cấp sự trung Chu Khâu đi giúp. Báo Tử cho rằng quân Tống xây thành để giữ, vây đánh phí thời gian, bèn kinh lược vùng đất từ biên giới đến Cao Bình. Kỵ binh tiền phong của Báo Tử gặp 5000 viện quân Tống cách thành Lưỡng Đương 8 dặm, đôi bên lập tức giao chiến, ông kéo đại quân đến, đánh cho quân Tống đại bại. Báo Tử thả kỵ binh đuổi giết, chỉ còn hơn 10 binh sĩ Tống chạy thoát đến dưới thành . Người trong thành khiếp sợ, không dám ra cứu. Sau đó Báo Tử thu quân trở về.
Từ trước, các dân tộc thiểu số ở Hà Tây không quy thuận, Báo Tử và Kính Châu thứ sử (tiền nhiệm) Phong A Quân đốc các cánh quân Hà Tây nam tiến đồn thú Thạch Lâu; cùng Vệ đại tướng quân, Nhạc An vương Thác Bạt Lương đánh dẹp. Bọn tướng Ngụy để kẻ địch chạy thoát, vô công trở về, Báo Tử bị kết tội chịu miễn quan. Sau đó được xét chiến công cũ, khởi dụng làm Nội đô đại quan. Tháng 6 ÂL năm Hòa Bình thứ 5 (464), mất. Văn Thành đế truy niệm công tích, tặng Hoài Dương vương, thụy là Tương, ban một bộ mệnh phục (lễ phục). Con là Đạo Minh được tập tước.